# Casa de la Vila de l'Arboç
La Casa de la Vila de l'Arboç és una obra del municipi de l'Arboç protegida com a bé cultural d'interès local.

## Descripció
És un edifici compost de quatre plantes. Els baixos presenten una portalada d'arc de mig punt adovellat, amb l'escut del poble a la clau i una finestra a la banda dreta d'arc lobulat. El pis noble consta d'una gran balconada que recorre tota la façana, sostinguda per mènsules i amb una base decorada a la part de sota per rajoletes que descriuen un zig-zag. L'esmenta't balcó té dues portes balconeres de llinda separades per l'escut de la vila. La segona planta té, igual que la tercera, dues finestres rectangulars amb base i llinda. L'edifici és rematat per una barana de pedra. A l'entrada cal destacar-hi una composició que representa l'antiga vila de l'Arboç, signada per Fontanals, i a mà dreta, una pintura mural feta per l'Escola d'Art de Tarragona on es pot veure els edificis destacats de la vila (plaça de la Badalota...) així com la representació de les danses i costums de la vila (Ball de Bastons, Minyons de l'Arboç, les puntaires, etc).

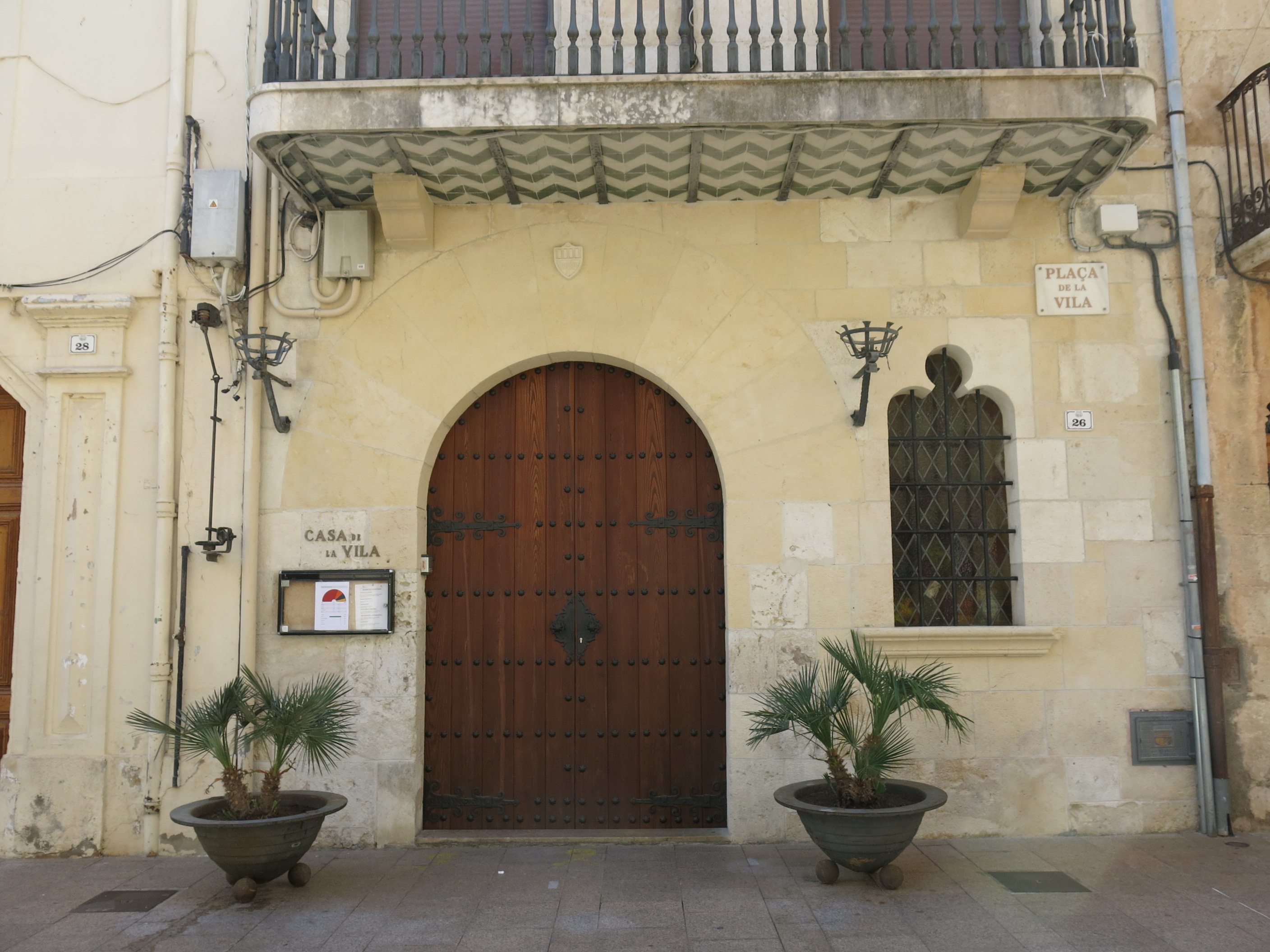
Detall de la planta baixa

## Història
Es desconeix la data a partir de la qual s'utilitzà l'edifici actual com a casa de la Vila. Es tenen notícies que durant el s. XVI els jurats es reunien en una casa de lloguer del carrer de la Palma. Però ja en el 1639 sabem que els consellers es reunien a Can Tabal, és a dir en la casa comunal situada a prop de l'església. Això ens fa pensar que ja devia ser la casa de la vila actual. Ara bé en el 1808 sabem amb certesa que estava ja situada en el lloc on la teníem avui i que va ser cremada totalment. Abans l'edifici era més petit, ja que en el 1825 per tal d'engrandir-lo es va comprar un immoble a J. Fidel i Torrents. L'edifici fou restaurat en el 1847. Amb posterioritat, l'any 1969, es va decidir fer una nova restauració que li donà el caire actual. Llavors fou habilitat un pis pel secretari i aixecat un altre per l'agutzil. Tot quedà enllestit el 1971.